# Leonard Dinnerstein
Leonard Dinnerstein (geboren 5. Mai 1934 in New York City; gestorben 22. Januar 2019 in Tucson) war ein US-amerikanischer Historiker.

## Leben
Leonard Dinnerstein studierte am City College of New York (B.S.S. 1955) und an der Columbia University, an der er 1966 mit einer Arbeit über den Fall Leo Frank promoviert wurde; für das Buch erhielt er 1969 den Anisfield-Wolf Book Award. Er war von 1960 bis 1965 Instructor am New York Institute of Technology, von 1967 bis 1970 Assistant Professor an der Fairleigh Dickinson University und ab 1970 Professor für Geschichte an der University of Arizona. Seit 1993 war er dort Direktor für Judaic Studies. 1994 erhielt er für das Buch Antisemitism in America den National Jewish Book Award for Jewish History des Jewish Book Council. Zu seinen Forschungsschwerpunkten gehörte der Antisemitismus. Im Jahr 2004 wurde er emeritiert.
Dinnerstein war seit 1961 verheiratet und Vater zweier Kinder. Er starb im Januar 2019 im Alter von 84 Jahren.

## Schriften (Auswahl)
- The Leo Frank Case. Columbia University Press, 1968
- mit Fred Jaher (Hrsg.): The Aliens: A History of Ethnic Minorities in America. Appleton, Century, Crofts, 1970
- mit Kenneth T. Jackson (Hrsg.): American Vistas. 2 Bände. New York : Oxford University Press, 1971
- (Hrsg.): Antisemitism in the United States. Holt, Reinhart & Winston, 1971
- mit Mary Dale Palsson (Hrsg.): Jews in the South. Louisiana State University Press, 1973
- mit Jean Christie (Hrsg.): Decisions and Revisions: Interpretations of 20th Century American History. Praeger, 1975
- mit David M. Reimers. Dodd, Mead: Ethnic Americans: A History of Immigration and Assimilation. Harper & Row, 1975
- mit Jean Christie (Hrsg.): America Since World War II: Historical Interpretations. Praeger, 1976
- mit Roger L. Nichols, David M. Reimers: Natives and Strangers: Ethnic Groups and the Building of Modern America. Oxford University Press, 1979 ISBN 978-0-19-509083-3
- America and the Survivors of the Holocaust. Columbia University Press, 1982
- Uneasy at Home: Antisemitism and the American Jewish Experience. Essaysammlung. Columbia University Press, 1987
- Antisemitism in America. Oxford University Press, New York 1994
- Britische und amerikanische DP-Politik, Übersetzung Irmgard Hölscher, in: Fritz Bauer Institut (Hrsg.): Überlebt und unterwegs: Jüdische Displaced Persons im Nachkriegsdeutschland. Jahrbuch 1997 zur Geschichte und Wirkung des Holocaust. Campus Verlag, Frankfurt 1997, S. 109–117